# Brevefilum
Brevefilum é um gênero de bactéria da família Anaerolineaceae com uma espécie conhecida (Brevefilum fermentans).